# Rahzel

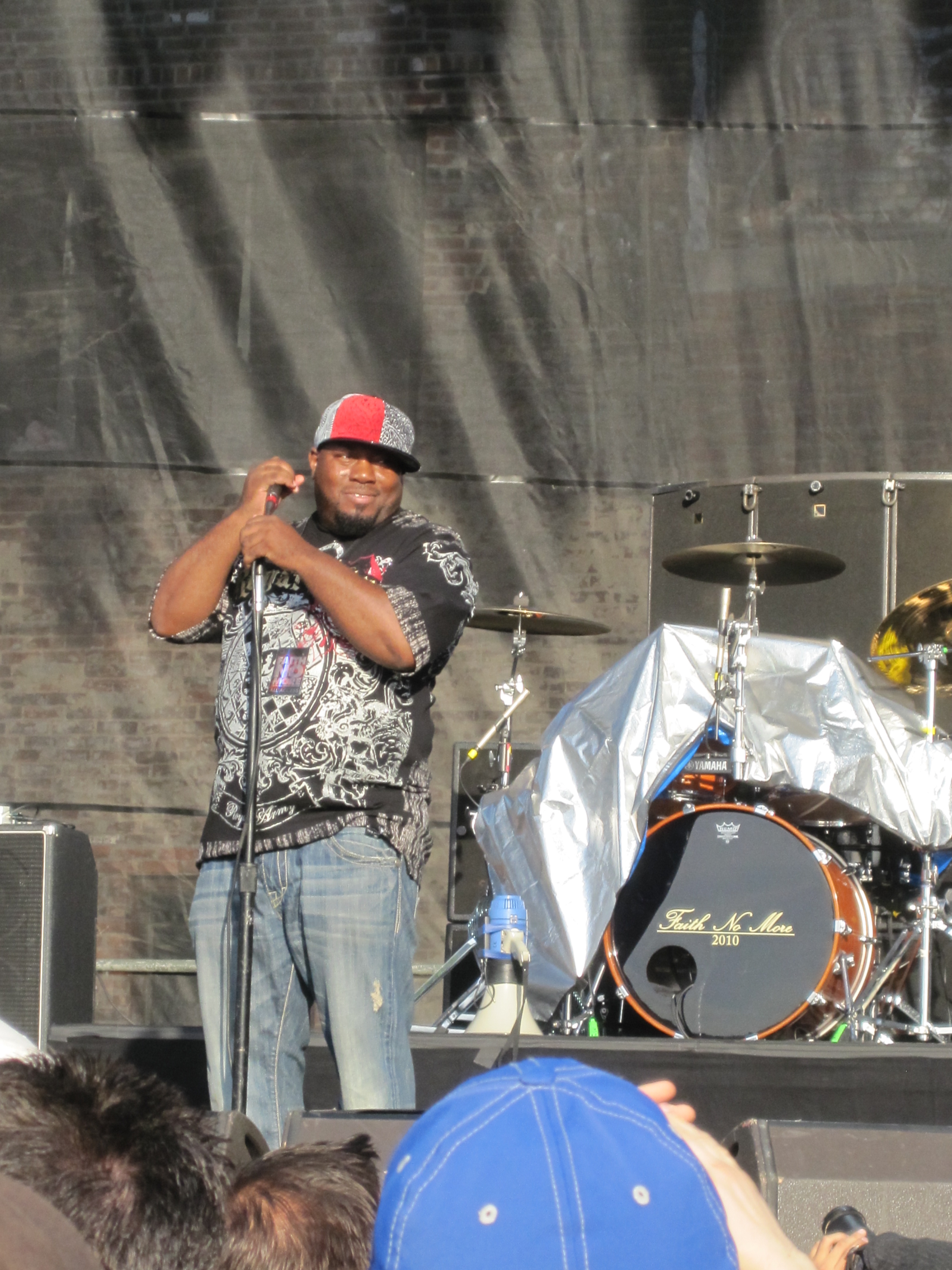
Rahzel (2010)

Rahzel (* 1967 in Queens, New York City als Rahzel Manely Brown) ist ein US-amerikanischer Beatboxer. Er nennt sich selbst „Godfather of Noyze“.

## Karriere
1999 brachte er sein Debüt-Solo-Album Make The Music 2000 heraus, bei dem MCing während des Beatboxings eine wesentliche Rolle spielt. Danach kam das zweite Album Greatest Knockouts auf dem Markt, welches sehr schnell verbreitet wurde. Rahzel war Mitglied von The Roots.
Besonders an Rahzel ist, dass er das gleichzeitige Beatboxing und Rappen bzw. Singen beherrscht, was besonders in seinem wohl populärsten Stück If Your Mother Only Knew („Wenn deine Mutter nur wüsste“) zur Geltung kommt.
Rahzel arbeitet seit Jahren mit einer Vielzahl unterschiedlicher Musiker zusammen, die sich nicht nur auf den Stil des Rap und Hip-Hop beschränken. 1995 entstand in Zusammenarbeit mit den Fantastischen Vier für das Album Lauschgift der Titel „Locker Bleiben“ (seine Stimme ist auf diesem Album außerdem zu hören auf dem Titel „On The Next Album“, eine Nachricht, die er auf Smudos Anrufbeantworter hinterlassen hatte). 2004 erschien das Album Rahzel's Greatest Knockouts mit den Künstlern Slick Rick, RZA und CeeLo Green. Ebenfalls 2004 nutzte Björk die Beatboxfähigkeiten Rahzels für mehrere Songs ihres Albums Medúlla. Besonders mit dem Stimmkünstler Mike Patton arbeitet Rahzel seit Jahren zusammen. Gemeinsamen Konzertauftritten im Jahr 2004 folgte die Zusammenarbeit in Pattons Band Peeping Tom.

## Diskografie
Alben
- 1999: Make the Music 2000
- 2003: Rahzel's Greatest Knockouts